# All That You Can't Leave Behind
All That You Can't Leave Behind (în română Tot ce nu poți lăsa în urmă) este al zecelea album de studio al formației rock irlandeze U2, lansat în 2000 de Island Records în Regatul Unit și de Interscope Records în Statele Unite. Albumul a dat semnalul întoarcerii formației la o sonoritate mai tradițională după perioada de experimente cu rock alternativ și dance electronic din anii 1990 și după albumul mai puțin aplaudat de critici, Pop din 1997. U2 a declarat de mai multe ori că încearcă să recâștige jobul de „cea mai bună formație rock din lume”. Albumul a reunit formația cu producătorii Brian Eno și Daniel Lanois, cu participarea lui Mike Hedges.
All That You Can't Leave Behind s-a vândut în peste 12 milioane de exemplare, și a fost aclamată de critică, formația câștigând șapte Premii Grammy. Cântecele „Beautiful Day”, „Walk On”, „Elevation”, și „Stuck in a Moment You Can't Get Out Of” au constituit single-uri de succes. În 2003, albumul a fost plasat pe locul 139 în lista celor mai bune 500 de albume din toate timpurile, alcătuită de revista Rolling Stone.